# Up & Down - The Party Album
Up & Down - The Party Album! es el álbum de estudio debut del grupo Neerlandés de dance Vengaboys. Fue publicado en el Benelux el 4 de abril de 1998 por Breakin' Records. Del álbum se publicaron cuatro sencillos: "Parada de Tettas", "To Brazil" en 1997, "Up & Down" y "We Like to Party (The Vengabus)" en 1998.

## Track listings
| Up & Down - The Party Album! standard Edition |                                   |          |  |
| N.º                                           | Título                            | Duración |  |
| 1.                                            | «Up & Down»                       | 3:58     |  |
| 2.                                            | «To Brazil»                       | 3:20     |  |
| 3.                                            | «Parada de Tettas»                | 4:02     |  |
| 4.                                            | «24 Hours»                        | 6:39     |  |
| 5.                                            | «We Like to Party (The Vengabus)» | 4:04     |  |
| 6.                                            | «Funky Speed»                     | 4:05     |  |
| 7.                                            | «Cookies»                         | 4:50     |  |
| 8.                                            | «I Like the Music Pumpin'»        | 7:00     |  |
| 9.                                            | «Get Down»                        | 5:30     |  |
| 10.                                           | «I Love What Y'r Doing to Me»     | 4:09     |  |
| 11.                                           | «You And Me»                      | 5:25     |  |
| 12.                                           | «All Night Passion»               | 3:41     |  |
| 13.                                           | «Better World»                    | 5:00     |  |
| 14.                                           | «Parada De Tettas» (remix)        | 3:59     |  |
| 63:42                                         |                                   |          |  |

## Charts

### Weekly charts
| Chart (1998)                 | Peak position |
| ---------------------------- | ------------- |
| Bélgica (Ultratop flamenca)  | 11            |
| Países Bajos (Album Top 100) | 4             |

### Year-end charts
| Chart (1998)                              | Position |
| ----------------------------------------- | -------- |
| Países Bajos Dutch Albums (Album Top 100) | 45       |